# Estación Gobernador Sola
Gobernador Sola es una localidad y comuna de 1ª categoría del distrito Pueblo 1° del departamento Tala, en la provincia de Entre Ríos, República Argentina. Lleva el nombre de la estación de ferrocarril desde donde parte el ramal Gobernador Sola - Raíces del Ferrocarril General Urquiza, que fue denominada en homenaje al gobernador Juan León Sola.
La población de la localidad, es decir sin considerar el área rural, era de 510 personas en 1991 y de 479 en 2001. La población de la jurisdicción de la junta de gobierno era de 656 habitantes en 2001.
Los límites jurisdiccionales de la junta de gobierno fueron fijados por decreto 2329/1987 MGJE del 14 de mayo de 1987.

## Estación ferroviaria
El 1 de junio de 1887 pasó el primer tren por Estación Gobernador Sola, habilitándose la conexión ferroviaria a través de la línea que luego se integraría en el Ferrocarril General Urquiza con las ciudades de Paraná, Nogoyá y Rosario del Tala, del ramal Paraná - Basavilbaso - Concepción del Uruguay. En el ramal a Raíces el último tren pasó el 13 de noviembre de 1977, cuando el ramal fue clausurado por el gobierno militar.Hay un gaucho llamado Gustavo que vive en estos parajes. La leyenda dice que fue unos de los primeros habitantes.
Durante el gobierno de Carlos Menem los ramales de Entre Ríos fueron abandonados. En 2002 el gobernador Sergio Montiel reacondicionó y puso en marcha los primeros ramales de la provincia. A partir de marzo de 2010, el tren volvió a unir Concepción del Uruguay y Paraná pasando por 24 localidades entrerrianas. El servicio cuenta con dos frecuencias semanales.
El 19 de diciembre de 2009 se realizó un viaje de prueba en la Estación del Ferrocarril de la localidad, con la presencia del gobernador de la provincia Sergio Urribarri. Fue la primera vez en 18 años que vuelve a pasar el tren en Gobernador Sola.

## Comuna
La reforma de la Constitución de la Provincia de Entre Ríos que entró en vigencia el 1 de noviembre de 2008 dispuso la creación de las comunas, lo que fue reglamentado por la Ley de Comunas n.º 10644, sancionada el 28 de noviembre de 2018 y promulgada el 14 de diciembre de 2018. La ley dispuso que todo centro de población estable que en una superficie de al menos 75 km² contenga entre 700 y 1500 habitantes, constituye una comuna de 1ª categoría. La Ley de Comunas fue reglamentada por el Poder Ejecutivo provincial mediante el decreto 110/2019 de 12 de febrero de 2019, que declaró el reconocimiento ad referéndum del Poder Legislativo de 34 comunas de 1ª categoría con efecto a partir del 11 de diciembre de 2019, entre las cuales se halla Gobernador Sola. La comuna está gobernada por un departamento ejecutivo y por un consejo comunal de 8 miembros, cuyo presidente es a la vez el presidente comunal. Sus primeras autoridades fueron elegidas en las elecciones de 9 de junio de 2019.